# Anexotamos flavibasis
Anexotamos flavibasis är en fjärilsart som beskrevs av Erich Martin Hering 1926. Anexotamos flavibasis ingår i släktet Anexotamos och familjen tofsspinnare. Inga underarter finns listade i Catalogue of Life.